# ノーブルミッション
ノーブルミッション (Noble Mission) はイギリス生産の競走馬、種牡馬である。主な勝ち鞍は2014年の英チャンピオンステークス(GI)、サンクルー大賞(GI)、タタソールズゴールドカップ(GI)。2014年カルティエ賞最優秀古馬。
史上最強馬との呼び声も高い名馬フランケルの1歳下の全弟にあたる。

## 戦績
フランケル旋風が吹き荒れる2011年10月に兄の主戦騎手トム・クウィリーを背にデビューするも、5馬身差をつけられての2着に敗れる。
3歳となった2012年4月の未勝利戦で初勝利を挙げ、7月にはゴードンステークスを制して重賞初制覇を果たす。しかし、その後は堅実に走りながらも勝ち星に恵まれず、4歳シーズン終了までにリステッド競走のタップスターステークスを勝利するのみに留まり、フランケルの全弟としては物足りない成績が続いた。
4歳最終戦のドラール賞で初コンビを組んだジェームズ・ドイルはノーブルミッションには先行策が向くと判断し、翌年には積極的に先行策を取るようになる。2014年初戦のファイネストサプライズステークスで2着となった後、ゴードンリチャーズステークスを9馬身差の圧勝で久々の重賞勝ちを収めると、続くハスクリーステークスも制して重賞連勝。そして、5歳にして初のGI出走となったタタソールズゴールドカップで前年のカルティエ賞最優秀3歳牡馬マジシャンを破り、遂にGI馬となった。夏場はフランス、ドイツを転戦し、サンクルー大賞では1位入選スピリットジム(Spiritjim)の降着による繰り上がりながらGI連勝を果たし、バイエルンツフトレネンでも2着に好走した。
年内最終戦にはチャンピオンステークスが選ばれ、不良馬場の中、逃げ戦法を取った。直線では2番手を追走していたアルカジームとの叩き合いとなり、これをクビ差制して2012年に同レースを制した兄フランケルとの兄弟制覇を成し遂げた。3カ国でのGI制覇が評価され、2014年のカルティエ賞最優秀古馬に選出された。

### 競走成績
以下の内容は、Irish Racing.comおよびHorse Racing Nationの情報に基づく。
| 出走日     | 競馬場           | 競走名                               | 格 | 距離        | 着順 | 騎手         | 着差     | 1着（2着）馬        |
| ---------- | ---------------- | ------------------------------------ | -- | ----------- | ---- | ------------ | -------- | ------------------- |
| 2011.10.25 | ヤーマス         | 未勝利                               |    | 芝8f3yds    | 2着  | T.クウィリー | 5馬身    | Swedish Sallor      |
| 2012.04.21 | ニューベリー     | 未勝利                               |    | 芝8f        | 1着  | T.クウィリー | 3馬身3/4 | （Dream Tune）      |
| 0000.05.05 | ニューマーケット | ニューマーケットステークス           | L  | 芝10f       | 1着  | T.クウィリー | クビ     | （Mariner's Cross） |
| 0000.05.19 | ニューマーケット | フェアウェイステークス               | L  | 芝10f       | 2着  | E.アハーン   | クビ     | Thought Worthy      |
| 0000.06.22 | アスコット       | キングエドワード7世ステークス        | G2 | 芝12f       | 2着  | T.クウィリー | 1/2馬身  | Thomas Chippendale  |
| 0000.07.31 | グッドウッド     | ゴードンステークス                   | G3 | 芝12f       | 1着  | T.クウィリー | ハナ     | （Encke）           |
| 0000.08.22 | ヨーク           | グレートヴォルティジュールステークス | G2 | 芝12f       | 4着  | T.クウィリー | 2馬身3/4 | Thought Worthy      |
| 0000.10.27 | ニューベリー     | セントサイモンステークス             | G3 | 芝12f5yds   | 2着  | T.クウィリー | 1/2馬身  | Hazel Lavery        |
| 2013.04.20 | ニューベリー     | ファイネストサプライズステークス     | G3 | 芝12f5yds   | 3着  | T.クウィリー | 0.26馬身 | Universal           |
| 0000.05.04 | ニューマーケット | ジョッキークラブステークス           | G2 | 芝12f       | 4着  | T.クウィリー | 3馬身    | Universal           |
| 0000.05.25 | グッドウッド     | タップスターステークス               | L  | 芝12f       | 1着  | I.モンガン   | 4馬2     | （Genzy）           |
| 0000.06.22 | アスコット       | ハードウィックステークス             | G2 | 芝12f       | 4着  | T.クウィリー | 3.56馬身 | Thomas Chippendale  |
| 0000.08.10 | ヘイドックパーク | ローズオブランカスターステークス     | G3 | 芝10f95yds  | 3着  | T.クウィリー | 1.13馬身 | David Livingston    |
| 0000.10.05 | ロンシャン       | ドラール賞                           | G2 | 芝9f152yds  | 4着  | J.ドイル     | 7馬身1/4 | Cirrus des Aigles   |
| 2014.04.12 | ニューベリー     | ファイネストサプライズステークス     | G3 | 芝12f5yds   | 2着  | J.ドイル     | クビ     | Cubanita            |
| 0000.04.25 | サンダウン       | ゴードンリチャーズステークス         | G3 | 芝10f7yds   | 1着  | J.ドイル     | 9馬身    | （Telescope）       |
| 0000.05.08 | チェスター       | ハクスリーステークス                 | G3 | 芝10f75yds  | 1着  | J.ドイル     | 2馬身1/4 | （Telescope）       |
| 0000.05.25 | カラ             | タタソールズゴールドカップ           | G1 | 芝10f110yds | 1着  | J.ドイル     | 1馬身1/4 | （Magician）        |
| 0000.06.29 | サンクルー       | サンクルー大賞                       | G1 | 芝11f204yds | 1着  | J.ドイル     | 繰上     | （Siljan's Saga）   |
| 0000.07.27 | ミュンヘン       | バイエルンツフトレネン               | G1 | 芝10f       | 2着  | J.ドイル     | 1/2馬身  | Lucky Lion          |
| 0000.10.18 | アスコット       | 英チャンピオンステークス             | G1 | 芝10f       | 1着  | J.ドイル     | クビ     | （Al Kazeem）       |

## 種牡馬時代
偉大な兄フランケルとの競合を避けるため、馬主側の意向でアメリカ合衆国のレーンズエンドファームでの種牡馬入りが決まった。初年度の2015年は2万5000ドルの種付け料が設定され、146頭の繁殖牝馬と交配した。
2020年10月9日に日本軽種馬協会から2021年より日本で種牡馬として導入することが発表された。

### 主な産駒
GI級競走は太字で示す
- コードオブオナー（Code of Honor） - 2019年ファウンテンオブユースステークス（米G2）、ドワイヤーステークス（米G3）、トラヴァーズステークス、ジョッキークラブゴールドカップ、2020年ウェストチェスターステークス（米G3）、2021年フィリップ・H・アイズリンステークス（米G3）
- スパニッシュミッション（Spanish Mission） - 2019年バーレーントロフィー（英G3）、2020年ドンカスターカップ（英G2）、2021年ヨークシャーカップ（英G2）
- ノーボールズ（Nobals） - 2023年ターフスプリントステークス（米G2）、ブリーダーズカップ・ターフスプリント

## 血統表
| ノーブルミッションの血統 | ノーブルミッションの血統                                             | ノーブルミッションの血統                                             | （血統表の出典）                                                     | （血統表の出典）  |
| 父系                     | サドラーズウェルズ系                                                 | サドラーズウェルズ系                                                 | サドラーズウェルズ系                                                 | [ § 2 ]           |
| 父 Galileo 1998 鹿毛     | 父の父Sadler's Wells 1981 鹿毛                                       | Northern Dancer                                                      | Nearctic                                                             | Nearctic          |
| 父 Galileo 1998 鹿毛     | 父の父Sadler's Wells 1981 鹿毛                                       | Northern Dancer                                                      | Natalma                                                              |                   |
| 父 Galileo 1998 鹿毛     | 父の父Sadler's Wells 1981 鹿毛                                       | Fairy Bridge                                                         | Bold Reason                                                          | Bold Reason       |
| 父 Galileo 1998 鹿毛     | 父の父Sadler's Wells 1981 鹿毛                                       | Fairy Bridge                                                         | Special                                                              |                   |
| 父 Galileo 1998 鹿毛     | 父の母Urban Sea 1989 栗毛                                            | Miswaki                                                              | Mr. Prospector                                                       | Mr. Prospector    |
| 父 Galileo 1998 鹿毛     | 父の母Urban Sea 1989 栗毛                                            | Miswaki                                                              | Hopespringseternal                                                   |                   |
| 父 Galileo 1998 鹿毛     | 父の母Urban Sea 1989 栗毛                                            | Allegretta                                                           | Lombard                                                              | Lombard           |
| 父 Galileo 1998 鹿毛     | 父の母Urban Sea 1989 栗毛                                            | Allegretta                                                           | Anatevka                                                             |                   |
| 母 Kind 2001 鹿毛        | 母の父*デインヒル Danehill 1986 鹿毛                                 | Danzig                                                               | Northern Dancer                                                      | Northern Dancer   |
| 母 Kind 2001 鹿毛        | 母の父*デインヒル Danehill 1986 鹿毛                                 | Danzig                                                               | Pas de Nom                                                           |                   |
| 母 Kind 2001 鹿毛        | 母の父*デインヒル Danehill 1986 鹿毛                                 | Razyana                                                              | His Majesty                                                          | His Majesty       |
| 母 Kind 2001 鹿毛        | 母の父*デインヒル Danehill 1986 鹿毛                                 | Razyana                                                              | Spring Adieu                                                         |                   |
| 母 Kind 2001 鹿毛        | 母の母Rainbow Lake 1990 鹿毛                                         | Rainbow Quest                                                        | Blushing Groom                                                       | Blushing Groom    |
| 母 Kind 2001 鹿毛        | 母の母Rainbow Lake 1990 鹿毛                                         | Rainbow Quest                                                        | I Will Follow                                                        |                   |
| 母 Kind 2001 鹿毛        | 母の母Rainbow Lake 1990 鹿毛                                         | Rockfest                                                             | Stage Door Johnny                                                    | Stage Door Johnny |
| 母 Kind 2001 鹿毛        | 母の母Rainbow Lake 1990 鹿毛                                         | Rockfest                                                             | Rock Garden                                                          |                   |
| 母系(F-No.)              | 1号族(FN:1-k)                                                        | 1号族(FN:1-k)                                                        | 1号族(FN:1-k)                                                        | [ § 3 ]           |
| 5代内の近親交配          | Northern Dancer3×4=18.75%、Natalma4×5・5=12.50%、Buckpasser5×5=6.25% | Northern Dancer3×4=18.75%、Natalma4×5・5=12.50%、Buckpasser5×5=6.25% | Northern Dancer3×4=18.75%、Natalma4×5・5=12.50%、Buckpasser5×5=6.25% | [ § 4 ]           |
| 出典                     | 1. 2. 3. 4.                                                          | 1. 2. 3. 4.                                                          | 1. 2. 3. 4.                                                          | 1. 2. 3. 4.       |